# Thundorf in Unterfranken
Thundorf là một đô thị ở huyện Bad Kissingen bang Bayern nước Đức. Đô thị Thundorf in Unterfranken có diện tích 15,57 km², dân số thời điểm ngày 31 tháng 12 năm 2006 là 1168 người.